# Qabiha
Qabiha, levde 869, var en konkubin till kalifen Al-Mutawakkil (regent 847-861) och mor till kalifen Al-Mu'tazz (regent 866-869). Hon är känd för det politiska inflytande hon utövade. 

## Biografi
Qabiha var slav från Grekland. Hon blev konkubin i abbasidernas harem åt Al-Mutawakkil. Hon beskrivs som kalifens favorit, och födde Al-Mu'tazz år 847.
År 861 tillfångatogs kalifen av sina turkiska slavsoldater, vilket inledde en långvarig maktkamp. Hennes sons anhängare bland de turkiska befälhavarna skrev till henne och uttryckte oro för hennes sons säkerhet. Hon skrev då till den turkiska befälhavare som vaktade kalifen, Ahmad b-Tulun, och bad honom ge henne kalifens huvud i utbyte mot positionen som guvernör av Wasit. Han svarade henne att han inte kunde svika sin ed. Hon lät då utse en ny vakt till den fångne kalifen, Ibn Tulun, som sedan dödade honom. Därmed kunde hennes son Al-Mu'tazz bli kalif. 
När hennes son ville utse sin halvbror al-Muayyad, son Habashiyaa från Abbessinien, till tronföljare, lät hon döda denne, så hennes andre son Ismail istället kunde utses 866. 
Qabiha byggde upp en personlig förmögenhet genom sina kontakter, klienter och affärsverksamheter. När ett myteri bröt ut bland den turkiska armén i Nordafrika bad hennes son henne om ett lån för att slå ned det, men hon sade nej. 
När hennes son 869 avsattes och dödades som en följd av myteriet, lyckades hon fly med sin dotter genom en underjordisk gång. Efter två månader överlämnade hon sig och sin förmögenhet, som uppgick till 1,8 miljoner dirham. Den turkiska befälhavaren kommenterade att denna summa hade dödat hennes son, då hon hade kunnat förhindra upproret genom att låna honom den. 